# 甘草苷
甘草苷（也称为甘草素-4'-O-葡萄糖苷，Liquiritigenin-4'-O-glucoside）是一种天然的黄酮苷，分子式C21H22O9，是甘草素的4'-O-葡萄糖苷，存在于光果甘草（Glycyrrhiza glabra）等多种植物中。